# Carigiola
Carigiola è un torrente della Toscana, affluente di sinistra del Bisenzio.

## Percorso
Le sorgenti del Carigiola sono sull'Appennino Pratese Settentrionale, monte delle Lamacce 1185 slm. ai confini della riserva  Parco naturale regionale dei Laghi Suviana e Brasimone. Sfocia dopo un percorso di circa 8 km nel fiume Bisenzio come affluente di sinistra. Durante il suo percorso riceve le acque di vari corsi d'acqua minori fra cui il Rio Secco, il fosso che nasce dal monte delle Scalette, il Fosso di Conio e il Fosso di Gretuccio. Nel suo percorso segna i confini naturali tra il comune di Vernio e il comune di Cantagallo.
Durante il periodo estivo,  i pratesi che sfruttano le acque limpide e fresche del fiume Bisenzio per sfuggire dalla calura della città, pensano erroneamente che siano quelle del fiume Carigiola che è molto bello, ma altrettanto impervio ed inaccessibile ai gitanti della domenica, da qui un detto popolare andiamo a fare il bagno in Carigiola.